# (19398) Creedence
(19398) Creedence ist ein Asteroid des Hauptgürtels, der am 2. März 1998 von den italienischen Astronomen Piero Sicoli und Pierangelo Ghezzi am Osservatorio Astronomico Sormano (IAU-Code 587) in Sormano entdeckt wurde.
Der Asteroid wurde am 6. August 2009 nach der kalifornischen Rockband Creedence Clearwater Revival (auch CCR oder Creedence) benannt.